# Yakovlev AIR-5
Yakovlev AIR-5 là một mẫu thử máy bay cánh đơn của Liên Xô, do viện thiết kế Yakovlev phát triển.

## Tính năng kỹ chiến thuật
Dữ liệu lấy từ The History of Soviet Aircraft from 1918
Đặc tính tổng quan
- Kíp lái: 1
- Sức chứa: 3
- Chiều dài: 8 m (26 ft 3 in)
- Sải cánh: 12,8 m (42 ft 0 in)
- Chiều cao: 2,46 m (8 ft 1 in) (tail up)[3]
- Diện tích cánh: 23 m2 (250 foot vuông)
- Trọng lượng rỗng: 670 kg (1.477 lb)
- Trọng lượng cất cánh tối đa: 912 kg (2.011 lb)
- Động cơ: 1 × Wright J-4 Whirlwind , 150 kW (200 hp)

Hiệu suất bay
- Vận tốc cực đại: 192 km/h (119 mph; 104 kn)
- Vận tốc hành trình: 152 km/h (94 mph; 82 kn) [3]
- Tầm bay: 1.000 km (621 mi; 540 nmi) [3]
- Trần bay: 4.275 m (14.026 ft)
- Thời gian lên độ cao: 6,5 phút lên độ cao 1.000 m (3.300 ft)[3]